# Unité urbaine de Mouzon
L'unité urbaine de Mouzon était une unité urbaine française, centrée sur la ville de Mouzon, dans le département des Ardennes, dans le zonage de 2010. Dans le zonage de 2020, publié en octobre 2020, Mouzon n'appartient à aucune unité urbaine

## Données globales
L'unité urbaine de Mouzon, qui est située dans le nord-est du département des Ardennes et arrosée par la Meuse, appartient à l'arrondissement de Sedan.
En 2008, avec 2 392 habitants, elle représente la 17e et dernière unité urbaine du département des Ardennes, juste après l'unité urbaine de Donchery.

## Délimitation de l'unité urbaine de 2010
L'INSEE a procédé à une révision des délimitations des unités urbaines en France en 2010 ; celle de Mouzon qui forme une ville isolée n'a pas connu d'extension depuis le recensement de 1982.
L'unité urbaine de Mouzon selon la nouvelle délimitation de 2010 et population municipale de 2008 (Liste établie par ordre alphabétique).
| Commune       | Superficie | Population | Densité de population |
| ------------- | ---------- | ---------- | --------------------- |
| Mouzon        | 34,43 km²  | 2 392 hab. | 69 hab/km²            |
| Unité urbaine | 34,43 km²  | 2 392 hab. | 69 hab/km²            |